# Seriejournalen
Seriejournalen er et dansk tidsskrift om tegneserier, startet i september 1990 af tegneserieskaberen Frank Madsen og Paw Mathiasen som en fusion af disses to tidsskrifter, Serieskaberen og Fat Comic. Tidsskriftet udkom kvartalsvis, og der udkom i alt 22 numre, inden udgivelsen blev indstillet p.gr.a. mangel på frivillig arbejdskraft. Efter et par års pause oprettedes et nyt tidsskrift, Strip!, hvor mange af de redaktionelle kræfter fra Seriejournalen indgik.
Seriejournalen nåede i 1994 et oplag på 1.200 eksemplarer, heraf de 500 kioskdistribueret, resten solgt i tegneseriebutikker og i abonnement. I den periode nåede sidetallet over 100 sider pr. nummer. Indholdet var nyheder, anmeldelser, kommende udgivelser, artikler, interviews og debat.

## Seriejournalen.dk
I november 1995 blev Seriejournalens første hjemmeside etableret på internettet, og da den trykte version af tidsskriftet få måneder efter ophørte med at udkomme, blev net-udgaven i stedet udvidet. Seriejournalen.dk blev styret af redaktør Frank Madsen, og udviklede sig til at være Danmarks største tegneserieportal, med over 1000 besøgende pr. dag iflg. Statcounter. Indholdet leverdes foruden af redaktøren også af en række fast tilknyttede personer rundt om i det danske tegneseriemiljø, og desuden havde alle og enhver mulighed for at få en tegneserie-relateret artikel bragt på hjemmesiden.
En række klummer blev oprettet målrettet bestemte genrer og interesser indenfor tegneserier: Manga, Superhelte, Disney, SamlerSpalten, Film/dvd/tv, Graphic novels, Dansk undergrund, Tips til tegnere og Bertis Blog for supersamlere. Disse klummer redigeres af redaktører med specialviden indenfor området.
Hjemmesiden etablerede i 2002 et debatforum, der siden har været meget aktivt.
I 2011 overdrog Frank Madsen Seriejournalen.dk til nye kræfter. I dag indgår artikeldatabasen og debatforummet i Serieland.dk